# Exèrcit de Somalilàndia
L'Exèrcit de Somalilàndia és la branca de terra de les Forces Armades de Somalilàndia.
Està organitzat en dotze divisions, amb 4 brigades cuirassades, 45 mecanitzades i d'infanteria, 4 d'escamots, 1 de míssils aèris, 3 d'artilleria, 30 batallons operatius i 1 batalló de defensa aèria. El seu equipament és occidental, i el seu manteniment desconegut. L'equip és en general satisfactori i bo en comparació als seus veïns.
Va destacar en la reconquesta de Las Anod el 2 d'octubre del 2004.